# First signs of life
First signs of life is een studioalbum van Gary Wright uit 1995. Wright had reizen achter de rug naar Brazilië, Zuid-Afrika en (in een eerder stadium) India. Hij voelde zich geroepen om een album te maken dat eer deed aan de vroege volksmuziek van die landen. Zo ontstond een muziekalbum gebaseerd op exotische ritmes. Een vergelijking met het album The rhythm of the saints van Paul Simon drong zich op. De muziek is opgenomen in Rio de Janeiro en Los Angeles (privéstudio High Waves).

## Musici
- zang: Ayo Adeyemi, Gary Wright
- gitaar: Ricardo Silveira, Bernadt Locker
- percussie: Ayo Adeyemi, Tichur Mohan, T.H. Vnayakaram
- toetsinstrumenten : Gary Wright
- slagwerk, percussie: Marlon Klein

Musici voor Don’t try to own me:
- slagwerk: Terry Bozzio
- basgitaar: Jimmy Haslip
- gitaar: Steve Farris
- achtergrondzang: George Harrison en Gary Wright

Het album werd geproduceerd door Franz Pusch samen met Gary Wright, behalve voor een aantal tracks waarbij Marlon Klein en George Landress produceerden.

## Muziek
Sommige teksten bij de liedjes zijn afkomstig uit de hierbovengenoemde culturen

| Nr. | Titel                                         | Duur |
| --- | --------------------------------------------- | ---- |
| 1.  | Kani Fe (Wright, Pusch)                       | 5:24 |
| 2.  | Better get up and go (Wright)                 | 4:04 |
| 3.  | Arawa (Wright, Klein)                         | 7:04 |
| 4.  | Rio Amazonas (Wright)                         | 6:14 |
| 5.  | Oh Shu Ba (Wright)                            | 6:10 |
| 6.  | Don't try to own me (Wright, Diane Hitchings) | 4:19 |
| 7.  | Olua (Wright)                                 | 6:09 |
| 8.  | Bo Bo Wa (Wright)                             | 6:01 |
| 9.  | Rio Amazonas part 2 (Wright)                  | 3:29 |
| 10. | Twilight (Wright)                             | 4:38 |